# Skorpioner
För andra betydelser, se Skorpion.
Skorpioner (Scorpiones) är en ordning i klassen spindeldjur. Skorpioner som grupp har existerat i över 400 miljoner år och det finns cirka 1750 beskrivna nu levande arter. Från fossila lämningar känner man till 111 utdöda arter.
Skorpioner kännetecknas av att den producerar gift, både för försvar och för att kunna fånga byten. Kroppen är uppdelad i två huvudsakliga delar, framkropp och en segmenterad bakkropp i vars spets det sitter en gifttagg. De har ett hårt yttre skelett, två stycken gripklor och fyra par gångben. Alla skorpioner är rovdjur. De flesta lägger sig i bakhåll och väntar på att ett lämpligt byte skall komma tillräckligt nära för att kunna fångas, men det finns även en del som jagar mer aktivt.
Skorpioner förekommer i tropiska, subtropiska och varmare tempererade områden världen över, söder om 49° N latitud, utom på Nya Zeeland och Antarktis. De lever i många olika habitat, från regnskogar till öknar. 
Den största artrikedomen finns i tropikerna och vissa av de tropiska arterna uppnår betydande storlek. En av de största arterna är Heterometrus swammerdami, som kan bli upp till 23 centimeter lång. De i södra Europa förekommande arterna är betydligt mindre. Allra minst är den i Mexiko levande arten Typhlochactas mitchelli, som endast blir ca 9 millimeter lång.

## Anatomi
På skorpionernas framkropp (cephalothorax, även kallat prosoma) sitter bland annat deras ögon, mundelar och ben. Det andra paret extremiteter bär gripklor.
Bakkroppen (opisthosoma) är delad i ett främre segment (mesosoma) och ett bakre segment (metasoma). Det främre segmentet är lika brett som framkroppen. Strax bakom det fjärde benparet sitter ett par kamformiga bihang, som är ombildade abdominalfötter, och sannolikt tjänstgör som stimulerande organ vid parningen. Blindsäckar vid magen saknas.
Det bakre segmentet är betydligt smalare och liknar därför ett svansbihang. Det rymmer giftkörtlarna, gifttaggen, och delar av andningsorganen. Dessa utgörs av fyra par så kallade lungsäckar, som mynnar ut på abdominalsegmentens undersida.

## Förekomst
Skorpioner föredrar att leva i områden där temperaturen ligger mellan 20 °C och 37 °C, men överlever i temperaturintervallet 14–45 °C.

## Levnadssätt

Skorpion, Scorpio maurus, beredd att sticka.

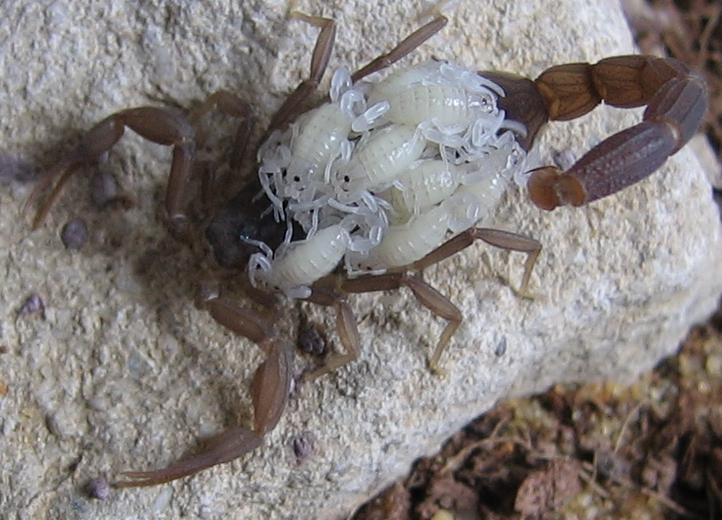
Skorpionhona, Compsobuthus werneri, med ungar på ryggen.

Samtliga skorpioner är poikiloterma (kallblodiga). Skorpionerna är företrädesvis skymnings- och nattaktiva, och lämnar sina gömställen först i samband med mörkrets inbrott. I förhållande till sin storlek rör de sig jämförelsevis snabbt, ofta även åt sidorna och baklänges, och håller då svansen böjd uppåt och framåt över ryggen, med svansens gadd färdig till en stöt.

### Fiender
Trots att skorpioner har ett starkt gift kan de falla offer för stora spindlar, fåglar, eller gnagare, som bryter av svansen och äter upp resten. Även vissa apor kan äta skorpioner. 

### Föda
Skorpionernas föda utgörs i huvudsak av insekter och andra spindeldjur, men större arter av skorpion dödar och äter även mindre kräldjur. Det är en missuppfattning att skorpioner alltid använder sin giftgadd för att döda sitt byte: giftgadden används visserligen om bytet är stort eller svårhanterligt men den används också i självförsvar. I regel så räcker det med att skorpionen griper tag i sitt byte med sina kraftiga klor och håller det i ett stadigt grepp, eller krossar bytet mellan klorna, för att sedan börja äta av bytet.

### Reproduktion
Alla skorpioner är vivipara, det vill säga att äggen utvecklas i honans kropp, och föder alltså levande ungar. Hos de allra flesta arterna sker detta genom sexuell förökning, men hos en dryg handfull arter förekommer istället partenogenesi (förökning utan befruktning), och honorna kan då få ungar ur obefruktade ägg utan behov av hanne.
Skorpioner uppvisar omsorg om avkomman. De nyfödda ungarna klättrar efter födseln upp på honans rygg och honan kan bära dem och skyddar dem mot faror i upp emot två veckor. Ungarna är i början färglösa och deras yttre skelett är inte helt hårdnat, men efterhand mörknar de och antar allt mer en vuxen skorpions färg. När de är redo att klara livet på egen hand lämnar de modern.
Inför parningen uppvisar skorpioner ett beteende där hanen och honan rör sig kring varandra på ett sätt som påminner något om en dans. Beteendet kan pågå i flera timmar och rörelserna kan innefatta förflyttningar framåt eller bakåt eller i sidled eller att individerna cirklar runt. Hanen kan beroende på art antingen gripa tag i honans klor eller så utförs beteendet utan att individerna rör vid varandra. Hanen avsätter till slut ett paket med spermier (spermatofor) på en lämplig plats och för honan över den så att hon kan ta upp spermierna i sin kropp och befruktning ske.

## Gift
Alla arterna har två körtlar som producerar gift, vilket mynnar i en gifttagg längst ut på svansen. Körteln producerar en mängd olika sammansatta gifter, bland annat neurotoxin och nefrotoxin, men också signalsubstanser såsom histamin och serotonin. Cirka 50 arter har ett gift som är farligt för människor, och hos ungefär 25 arter är giftet så rikligt och/eller kraftigt att det till och med kan vara dödande. Farligheten är dock kraftigt överdriven. För en vuxen frisk person är ett skorpionstick aldrig dödligt, inte ens av den giftigaste arten Leiurus quinquestriatus även kallad israelisk guldskorpion eller, i zoohandeln, dödsskorpion. Det är barn, allergiker, åldringar och personer med hjärtsjukdomar som riskerar att dö. Däremot gör sticken från de giftigaste arterna mycket ont och såren som blir efter sticken kan vara svåra att läka, två tillräckligt starka skäl att trots allt vara försiktig med dessa djur.

## Utveckling
Fossil visar att skorpioner existerat i minst 400 miljoner år. Huruvida tidiga skorpioner utvecklats i hav eller på land är omdebatterat. De landlevande skorpionerna ansågs utvecklats ur tidigare havslevande former. Nyliga fynd som visar att Eramoscorpius hade boklungor har ifrågasatt detta. Vissa urtida skorpioner kunde bli 80 centimeter långa. Anledningen var att syrehalten i luften var högre då än nu.

## Förhållande till människor

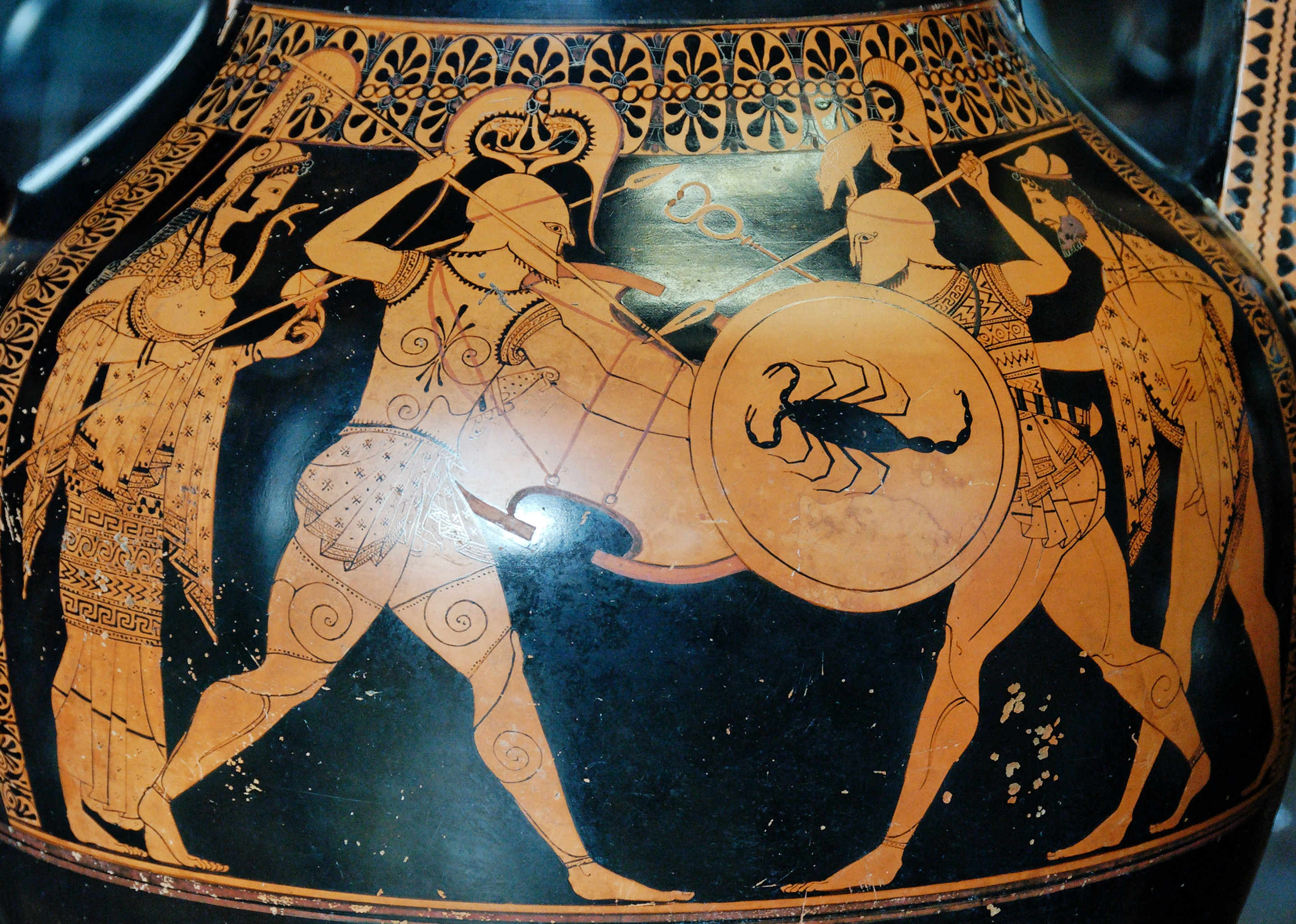
En antik amfora som visar en hoplit med skorpionmotiv på skölden. Daterad till cirka 530 f.Kr, från Volci.

Skorpioner lever vanligen undanskymda liv, men de kan ibland upptäckas när de uppträder på oönskade platser i människans närhet. Det händer ibland att skorpioner hittas inomhus, oftast i något mörkt skrymsle eller spricka. Om skorpionen då blir trängd kan ett stick bli följden. Trots att de flesta arters gift inte är farliga för människan är skorpioner ofta fruktade och dödas då de påträffas på platser där de inte är önskvärda. Det förekommer dock även att skorpioner hålls som husdjur i terrarium.
Skorpioner har historiskt sett varit ett symboliskt inslag i flera olika kulturers legender och myter, vanligtvis som dödligt farliga varelser, men också som ett skydd mot ondska. En stjärnbild, Skorpionen, och ett stjärntecken är uppkallade efter djurgruppen.
I egyptisk mytologi var gudinnan Serket associerad med skorpionen och avbildades som en skorpion eller som en kvinna med en skorpion på huvudet. Serket tillskrevs helande förmågor och beskyddade mot bett av giftiga djur. Även den grekiska gudinna Mafdet är förknippad med skorpioner. I Gilgamesheposet berättas om två skorpionvarelser som Gilgamesh möter när han vill passera berget Mashu.